# Grand Prix Turecka 2010
Grand Prix Turecka 2010 (VI Turkish Grand Prix), 7. závod 61. ročníku mistrovství světa jezdců Formule 1 a 52. ročníku poháru konstruktérů, historicky již 827. grand prix, se již tradičně odehrála na okruhu v Istanbulu.

## Výsledky

### Kvalifikace
| Pořadí | Číslo | Jezdec             | Tým                  | 1. část  | 2. část  | 3. část  | Start |
| ------ | ----- | ------------------ | -------------------- | -------- | -------- | -------- | ----- |
| 1      | 6     | Mark Webber        | Red Bull-Renault     | 1:27.500 | 1:26.818 | 1:26.295 | 1     |
| 2      | 2     | Lewis Hamilton     | McLaren-Mercedes     | 1:27.667 | 1:27.013 | 1:26.433 | 2     |
| 3      | 5     | Sebastian Vettel   | Red Bull-Renault     | 1:27.067 | 1:26.729 | 1:26.760 | 3     |
| 4      | 1     | Jenson Button      | McLaren-Mercedes     | 1:27.555 | 1:27.277 | 1:26.781 | 4     |
| 5      | 3     | Michael Schumacher | Mercedes             | 1:27.756 | 1:27.438 | 1:26.857 | 5     |
| 6      | 4     | Nico Rosberg       | Mercedes             | 1:27.649 | 1:27.141 | 1:26.952 | 6     |
| 7      | 11    | Robert Kubica      | Renault              | 1:27.766 | 1:27.426 | 1:27.039 | 7     |
| 8      | 7     | Felipe Massa       | Ferrari              | 1:27.993 | 1:27.200 | 1:27.082 | 8     |
| 9      | 12    | Vitalij Petrov     | Renault              | 1:27.620 | 1:27.387 | 1:27.430 | 9     |
| 10     | 23    | Kamui Kobajaši     | BMW Sauber-Ferrari   | 1:28.158 | 1:27.434 | 1:28.122 | 10    |
| 11     | 14    | Adrian Sutil       | Force India-Mercedes | 1:27.951 | 1:27.525 |          | 11    |
| 12     | 8     | Fernando Alonso    | Ferrari              | 1:27.857 | 1:27.612 |          | 12    |
| 13     | 22    | Pedro de la Rosa   | BMW Sauber-Ferrari   | 1:28.147 | 1:27.879 |          | 13    |
| 14     | 16    | Sébastien Buemi    | Toro Rosso-Ferrari   | 1:28.534 | 1:28.273 |          | 14    |
| 15     | 9     | Rubens Barrichello | Williams-Cosworth    | 1:28.336 | 1:28.392 |          | 15    |
| 16     | 17    | Jaime Alguersuari  | Toro Rosso-Ferrari   | 1:28.460 | 1:28.540 |          | 16    |
| 17     | 10    | Nico Hülkenberg    | Williams-Cosworth    | 1:28.227 | 1:28.841 |          | 17    |
| 18     | 15    | Vitantonio Liuzzi  | Force India-Mercedes | 1:28.958 |          |          | 18    |
| 19     | 18    | Jarno Trulli       | Lotus-Cosworth       | 1:30.237 |          |          | 19    |
| 20     | 19    | Heikki Kovalainen  | Lotus-Cosworth       | 1:30.519 |          |          | 20    |
| 21     | 24    | Timo Glock         | Virgin-Cosworth      | 1:30.744 |          |          | 21    |
| 22     | 21    | Bruno Senna        | HRT-Cosworth         | 1:31.266 |          |          | 22    |
| 23     | 25    | Lucas di Grassi    | Virgin-Cosworth      | 1:31.989 |          |          | 23    |
| 24     | 20    | Karun Chandhok     | HRT-Cosworth         | 1:32.060 |          |          | 24    |

### Závod
| Pořadí | Číslo | Jezdec             | Tým                  | Kola | Čas/odstoupení | Start | Body |
| ------ | ----- | ------------------ | -------------------- | ---- | -------------- | ----- | ---- |
| 1      | 2     | Lewis Hamilton     | McLaren-Mercedes     | 58   | 1:28:47.620    | 2     | 25   |
| 2      | 1     | Jenson Button      | McLaren-Mercedes     | 58   | +2.645         | 4     | 18   |
| 3      | 6     | Mark Webber        | Red Bull-Renault     | 58   | +24.285        | 1     | 15   |
| 4      | 3     | Michael Schumacher | Mercedes             | 58   | +31.110        | 5     | 12   |
| 5      | 4     | Nico Rosberg       | Mercedes             | 58   | +32.266        | 6     | 10   |
| 6      | 11    | Robert Kubica      | Renault              | 58   | +32.824        | 7     | 8    |
| 7      | 7     | Felipe Massa       | Ferrari              | 58   | +36.635        | 8     | 6    |
| 8      | 8     | Fernando Alonso    | Ferrari              | 58   | +46.544        | 12    | 4    |
| 9      | 14    | Adrian Sutil       | Force India-Mercedes | 58   | +49.029        | 11    | 2    |
| 10     | 23    | Kamui Kobajaši     | BMW Sauber-Ferrari   | 58   | +1:05.650      | 10    | 1    |
| 11     | 22    | Pedro de la Rosa   | BMW Sauber-Ferrari   | 58   | +1:05.944      | 13    |      |
| 12     | 17    | Jaime Alguersuari  | Toro Rosso-Ferrari   | 58   | +1:07.800      | 16    |      |
| 13     | 15    | Vitantonio Liuzzi  | Force India-Mercedes | 57   | +1 kolo        | 18    |      |
| 14     | 9     | Rubens Barrichello | Williams-Cosworth    | 57   | +1 kolo        | 15    |      |
| 15     | 12    | Vitalij Petrov     | Renault              | 57   | +1 kolo        | 9     |      |
| 16     | 16    | Sébastien Buemi    | Toro Rosso-Ferrari   | 57   | +1 kolo        | 14    |      |
| 17     | 10    | Nico Hülkenberg    | Williams-Cosworth    | 57   | +1 kolo        | 17    |      |
| 18     | 24    | Timo Glock         | Virgin-Cosworth      | 55   | +3 kola        | 21    |      |
| 19     | 25    | Lucas di Grassi    | Virgin-Cosworth      | 55   | +3 kola        | 23    |      |
| 20     | 20    | Karun Chandhok     | HRT-Cosworth         | 52   | Palivová pumpa | 24    |      |
| Ret    | 21    | Bruno Senna        | HRT-Cosworth         | 46   | Tlak paliva    | 22    |      |
| Ret    | 5     | Sebastian Vettel   | Red Bull-Renault     | 39   | Kolize         | 3     |      |
| Ret    | 19    | Heikki Kovalainen  | Lotus-Cosworth       | 33   | Hydraulika     | 20    |      |
| Ret    | 18    | Jarno Trulli       | Lotus-Cosworth       | 32   | Hydraulika     | 19    |      |

## Průběžné pořadí šampionátu
Pořadí Poháru jezdců
| Pořadí | Jezdec           | Body |
| ------ | ---------------- | ---- |
| 1      | Mark Webber      | 93   |
| 2      | Jenson Button    | 88   |
| 3      | Lewis Hamilton   | 84   |
| 4      | Fernando Alonso  | 79   |
| 5      | Sebastian Vettel | 78   |

Pořadí Poháru konstruktérů
| Pořadí | Tým              | Body |
| ------ | ---------------- | ---- |
| 1      | McLaren-Mercedes | 172  |
| 2      | Red Bull-Renault | 171  |
| 3      | Ferrari          | 146  |
| 4      | Mercedes         | 100  |
| 5      | Renault          | 73   |